# Лаодика Парфянская
Лаодика Парфянская (др.-греч. Λαοδίκη, ? — 38 до н. э.) — коммагенская царевна, жена парфянского царя Орода II.

## Биография
Лаодика имела греко-персидское происхождение. Она была первой дочерью коммагенского царя Антиоха I, представителя армянской династии Ервандидов, и каппадокийской царевны Исии Филосторги.
Её выдали замуж за парфянского царя Орода II. В этом браке родились Пакор I, Фраат IV и другие царевичи, имена которых история не сохранила.
В ходе войн с Римской республикой парфяне нанесли римлянам ряд поражений, но затем римский военачальник Публий Вентидий Басс в 38 г. до н. э. разгромил парфян в большом сражении, причём в бою пал старший сын и соправитель Орода царевич Пакор. В том же году Ород назначил второго сына Фраата своим соправителем. Не став дожидаться естественной смерти престарелого отца, царевич вначале пытался его отравить аконитом, затем задушил: несколькими десятилетиями ранее Ород II сам избавился от своего отца Фраата III. Были убита и мать Фраата, и его братья, а сам он стал править как Фраат IV.
Брат Лаодики, Митридат II, перевёз тело сестры в Коммагену и похоронил рядом с матерью Исией, сестрой Антиохией и племянницей Акой. В память о Лаодике Митридат воздвиг погребальный памятник. Этот памятник имел значительные размеры (21 метр), но от него к настоящему времени сохранилась только одна колонна со стелой. На стеле был запечатлён момент рукопожатия Митридата II и Лаодики. Сопутствующая надпись спустя тысячелетия сильно выветрилась, но в 1938 г. её смогли увидеть, прочитать и расшифровать:
Великий царь Митридат, сын великого царя Антиоха и царицы Исии, посвятил этот образ неувядаемой памяти царицы Лаодики, сестры царя и жены Орода, царя царей, и в её честь
Как полагают, эта надпись была высечена на кенотафе, у которого Митридат прощается со своей сестрой. Тело Лаодики было помещено внутрь кургана.
В 72 г. император Веспасиан присоединил Коммагену к Римской империи, и могила Лаодики была разрушена и разграблена. Каменные блоки из гробницы были использованы для строительства.